# Ciuret
Ciuret (o Siuret) és un poble disseminat del municipi de Vidrà (Osona), al sud de Santa Magdalena de Cambrils, a la capçalera del riu Ges.
Està format per un conjunt de masos i per l'església de Santa Llúcia, antic oratori construït vers el 1754, que esdevingué parroquial el 1868, com a hereva de l'antiga parròquia de Santa Margarida de Cabagés, unida després a la de Vidrà.